# アヴラム・デイヴィッドスン
アヴラム・デイヴィッドスン（Avram Davidson, 1923年4月23日 - 1993年5月8日）は、アメリカ合衆国のSF作家、推理作家、編集者である。

## 概要
SF作家としては1958年『あるいは牡蛎でいっぱいの海』（Or All the Seas With Oysters）で ヒューゴー賞短編小説部門を受賞。推理作家としては、「物は証言できない」でEQMM短編小説コンテスト第一席、1961年に「ラホーア兵営事件」（Affair at Lahore Cantonment）でエドガー賞 短編部門を受賞している。また、短編「ナポリ」及び連作短編集『エステルハージ博士の事件簿』でそれぞれ世界幻想文学大賞を受賞。 
エラリー・クイーン名義の推理小説『第八の日』『三角形の第四辺』を代作したとも言われている。
SF作家・編集者のグラニア・デイヴィスとは、2年間だけ夫婦であったが、交友は終生続いた。
アイリーン・ガンの短編「遺す言葉」はデイヴィッドスンをモデルとした作品である。
ユダヤ教正統派の家庭で育ったが、晩年に天理教徒に改宗した。

## 略歴
ニューヨーク州ヨンカーズで生まれ、ユダヤ教正統派の家庭で育つ。地元の公立校を出てニューヨーク大学に短期間在籍後、1942-1946年アメリカ海軍在籍、学校に戻ったが卒業はしていない。1946年にオーソドックス・ジューイッシュ・ライフ・マガジン誌に短編を発表。
イスラエル独立戦争参加のため1948-1949年にイスラエル陸軍に入隊し、1950年代初期より本格的に執筆を始め、1954年に「恋人の名はジェロ」をファンタジイ・アンド・サイエンス・フィクション誌に発表しプロデビュー、1958年からヒューゴー賞、エドガー賞を相次いで受賞するなどすぐに頭角を現す。
1962年に最初の長編小説「ジョイレッグ」を共著で出版したが、60年代後半以降はめぼしい長編は書いていない。1962-1964年までファンタジイ・アンド・サイエンス・フィクション誌の編集者を務めたのち、20歳年下のグラニア・デイビスとメキシコで暮らし始め、ベリーズ、カリフォルニア州と転居。グラニアとの間に息子のイーサンをもうけるも離婚。
1980年ごろにシアトルに移り退役軍人用の保護施設に住まい、次第に怒りっぽく偏屈になり、著作が出版されることも減り、貧困の中亡くなった。小柄で若い頃よりラビのようなひげを伸ばした熱心なユダヤ教徒だったが、晩年に天理教に改宗した。天理教については1970年より勉強を始め、日本語も学んで翻訳書の用意もしていた。
エラリー・クイーンからの依頼により、クイーン名義として刊行された本格ミステリ『第八の日』（1964年）、『三角形の第四辺』（1965年）の代筆も担当している。

## 日本語訳書
- 10月3日の目撃者（The Grantha Sighting, 1962年）：村上実子訳、朝日ソノラマ〈ソノラマ文庫海外シリーズ〉、1984年
  - 10月3日の目撃者
  - 人造人間ゴーレム
  - 草は緑
  - 助けてくれ、私は地球人の医師だ
  - 常夏の国
  - 六番目の季節
  - 魔法のペンダント
  - 電話が遠いのですが
  - 不思議なカメラ
  - 恋人の名はジェロ
  - 豆占いの女
  - 作家よ、作家

- どんがらがん（日本オリジナル短編集）：殊能将之編、浅倉久志他訳、河出書房新社〈奇想コレクション〉、2005年 / 河出文庫、2014年
  - ゴーレム
  - 物は証言できない
  - さあ、みんなで眠ろう
  - さもなくば海は牡蠣でいっぱいに（「あるいは牡蠣でいっぱいの海」改題）
  - ラホール駐屯地での出来事
  - クィーン・エステル、おうちはどこさ?
  - 尾でつながれた王族
  - サシュヴラル
  - 眺めのいい静かな部屋
  - グーバーども
  - パシャルーニー大尉
  - そして赤い薔薇一輪を忘れずに
  - ナポリ
  - すべての根っこに宿る力
  - ナイルの水源
  - どんがらがん

- エステルハージ博士の事件簿（The enquiries of doctor Eszterhazy 1975）：池央耿訳、河出書房新社〈ストレンジフィクション〉、2010年

- 不死鳥と鏡（The Phoenix and the Mirror 1969）：福森典子訳、論創社〈論創海外ミステリ〉、2022年